# Plebejus pulchraphilonome
Plebejus pulchraphilonome är en fjärilsart som beskrevs av Ruggero Verity 1931. Plebejus pulchraphilonome ingår i släktet Plebejus och familjen juvelvingar. Inga underarter finns listade i Catalogue of Life.